# Proplatyarthrus longipes
Proplatyarthrus longipes és una espècie de peresós terrestre de la família dels megaloníquids, l'única del gènere Proplatyarthrus.
Es tracta d'una espècie endèmica de Sud-amèrica, on visqué durant l'Oligocè inferior. Proplatyarthrus fou descrit per Ameghino el 1905 i assignat als megaloníquids per Carroll el 1988.